# 채수영의 난
채수영의 난(蔡壽永-亂)은 1817년(순조 17) 3월 전라도 장수 출신인 채수영과 안유겸(安有謙) 등이 사람을 모아 순조를 폐위하고 은언군의 아들 이철득을 추대하려다가 사전에 발각된 사건이다. 거사 참여자의 한 사람인 박충준(朴忠俊)이 3월 초 의금부에 밀고하면서, 거사 장소와 가담자들이 모두 체포되고 일망타진되었다. 이 중 채수영은 홍경래의 난에도 관여했던 인물이다.
채수영은 1811년(순조 11년) 12월 홍경래의 난 당시 홍경래 등과 관련된 인물로 그와 기맥이 통했던 인물이다. 그는 순조를 폐위시키고 은언군의 서자 이철득을 왕으로 추대할 계획을 세웠다.

## 사건
1817년(순조 17) 3월 그는 동조자를 규합, 충주에 사는 안유겸, 김계호(金啓浩). 박충준. 신성문(申盛文) 등과 함께 조직을 만들고 사람을 모아 거병을 준비하였다. 이들은 김조순, 박종경 등의 당시 고관들의 정책을 비판하였다. 거사 직전 이들은 유언비어를 퍼뜨리는 한편 채수영, 안유겸, 김계호, 신성문, 박충준 등은 전주부 김맹억(金孟億, 당시 37세)의 집에 모여 거사 날짜를 잡았다. 그밖에도 신여헌(申汝獻), 이인하(李寅夏) 등이 가담했다가 체포되어 의금부로 압송되었다.
채수영 등은 외국군의 배가 들어오고 있다, 홍경래가 아직 살아 있다, 이희선 등이 아직 살아 있다는 등의 유언비어를 시중에 유포하여 민심을 선동한 뒤, 군사를 모아서 비밀리에 거사를 계획하였다.
이들은 충청도의 화적인 장응인(張應人, 당시 39), 권훈(權塤, 당시 35), 신재규(申在奎) 등과 그들이 이끄는 화적 무리와도 연대, 전라 감영과 충청 감영을 습격할 계획을 세웠다. 전라감영과 충청감영은 긴장했다. 이들은 전라감영과 충청감영을 점령한 뒤 한성으로 들어가 영돈녕 부원군 김조순, 판서 박종경, 판서 심상규 등과 세도가문을 죽이고 순조를 폐위시킨 뒤, 강화도에 유배돼 있던 은언군 인의 서자들 중 이철득을 추대하기로 했다. 전라감영과 충청감영을 거병의 실패나 패전했을 때를 대비해, 고군산에서 제주도로 피난한 뒤 대마도에 군사를 지원받아 재공략할 계획을 세웠다. 그러나 가담자의 한 명인 박충준이 의금부에 밀고함으로서, 3월 16일경 전원이 전주 김맹억의 집에서 체포되었다.

## 체포 이후 관련자 처벌
3월 16일 박충준의 청으로 대질심문이 시작되고, 영부사 이시수(李時秀), 판부사 김재찬(金載瓚)·한용귀(韓用龜), 위관(委官) 우의정 김사목(金思穆), 판의금 박종경(朴宗慶), 지의금 이희갑(李羲甲), 동의금 이유명(李惟命)·권식(權烒) 등이 심문을 시작하였다. 순조는 희정당에서 이를 보고받았다.
3월 18일 의금부의 건의로 채수영은 처형되고 가산은 적몰되었으며, 그의 가족은 평안도와 함경도의 노비로 보내졌다.  추국은 계속되었고 4월 25일에는 관련자로 지목된 김맹억 등이 추국되었다. 그밖에 인물들도 추국 후 4월 28일 안유겸, 성문, 김맹억 등은 처형되고 이들이 살던 지역은 강등되었다. 4월 28일 채수영 등이 살던 지역은 강읍처분이 내려져, 군에서 현으로 강등되었다. 채수영이 살던 장수현, 안유겸이 살던 충주목, 성문이 살던 연풍현(延豊縣), 김맹억이 살던 전주부 등은 강읍처분이 건의되었는데 전주부를 제외하고는 충주목은 현으로, 연풍과 장수는 기관장이 현감급에서 현령급으로 강등되었다.

## 사건 종결 이후
고변자 박충준은 상을 받는 대신 한등급 감형되어 유배형을 받았다.
한편 이들이 추대하려던 이철득에 대한 공초, 신문 기록은 조선왕조실록, 승정원일기, 일성록, 비변사등록 기록을 철종 즉위 후 대량으로 세초, 인멸해버림으로써 사라졌다. 이철득 외에도 이복동생인 이당, 친동생 혹은 이복동생인 이쾌득에 대한 공초, 신문기록도 나타나지 않는다. 이철득은 1817년 이후에도 생존해있던 것으로 추정된다.
그해 8월 22일 홍양(洪陽)의 영장(營將) 이유겸(李儒謙)은 안유겸의 이름 유겸(有謙)과 발음이 같다 하여 이조에 신청하여 이름을 유겸에서 항겸(恒謙)으로 개명하였다.

## 같이 보기
- 채수영
- 이철득
- 김조순
- 박종경
- 홍경래의 난
- 남응종의 옥사
- 민진용의 옥사